# Congressional caucus
Một congressional caucus là một nhóm các thành viên của Quốc hội Hoa Kỳ họp mặt nhằm theo đuổi các mục tiêu chung về lập pháp. Chính thức, nhóm họp mặt được hình thành như các tổ chức thành viên của Quốc hội (CMOs) trong Hạ viện Hoa Kỳ và Thượng viện Hoa Kỳ và được quản trị theo quy định của các viện này.

## Thuật ngữ
Ngoài từ caucus, đôi khi nó còn được gọi là conferences (các hội nghị) (đặc biệt đảng Cộng hòa), coalitions (các liên minh), study groups (các nhóm nghiên cứu), task forces (các nhóm đặc nhiệm), hoặc working groups (các nhóm làm việc). Nhiều nước khác sử dụng thuật ngữ "parliamentary group" (nhóm nghị sĩ); Ví dụ, Nghị viện Anh có nhiều all-party parliamentary group (nhóm nghị sĩ từ mọi đảng).

## Các nhóm nghị sĩ tại Quốc hội Hoa Kỳ
Các nhóm nghị sĩ lớn nhất là các nhóm nghị sĩ của một đảng tại một viện thuộc Quốc hội Hoa Kỳ (đảng Dân chủ hoặc đảng Cộng hòa), chẳng hạn như House Democratic Caucus, House Republican Conference, Senate Democratic Caucus, Senate Republican Conference.
Các nhóm nghị sĩ họp thường kỳ trong các phiên họp kín để thiết lập các chương trình nghị sự, chọn lựa các thành viên ủy ban Quốc hội, và tổ chức các cuộc bầu cử để chọn các nhà lãnh đạo của đảng trong các viện khác nhau. Họ cũng giám sát bốn ủy ban Hill (Hill committee), ủy ban đảng chính trị làm việc để bầu các thành viên của riêng đảng họ vào Quốc hội.